# Clordiazepóxido
Clordiazepóxido es un agente ansiolítico derivado de las benzodiazepinas. Posee propiedades de sedación, ansiólisis y relajación muscular. Se utiliza para tratar la ansiedad, el insomnio y los síntomas de abstinencia del alcohol y otras drogas. Comercialmente se conoce con los nombres Klopoxid, Libritabs, Librium, Mesural, Multum, Novapam, Risolid, Silibrin, Sonimen, Tropium y Zetran. 
El clordiazepóxido fue patentado en 1958 y aprobado para uso médico en 1960. Fue la primera benzodiazepina que se sintetizó y el descubrimiento del clordiazepóxido fue por pura casualidad. El clordiazepóxido y otras benzodiazepinas se aceptaron inicialmente con una aprobación pública generalizada, pero se siguieron con una desaprobación pública generalizada y recomendaciones de pautas médicas más restrictivas para su uso.

## Historia
El clordiazepóxido fue la primera benzodiazepina en ser sintetizada y dispuesta para su comercialización. Fue descubierta accidentalmente por Leo Sternbach en 1957, y comercializada por Roche Pharmaceuticals en 1960. Tiene una vida media de eliminación moderada a larga.
En 1957 las pruebas revelaron que el compuesto tenía efectos hipnóticos, ansiolíticos y de relajación muscular. "La historia del desarrollo químico de Librium y Valium fue contada por Sternbach. La serendipia involucrada en la invención de esta clase de compuestos fue igualada por los ensayos y errores de los farmacólogos en el descubrimiento de la actividad tranquilizante de las benzodiazepinas. El descubrimiento de Librium en 1957 se debió en gran parte al trabajo dedicado y la capacidad de observación de un técnico talentoso, Beryl Kappell. Durante unos siete años había estado examinando compuestos mediante pruebas simples en animales para determinar la actividad relajante muscular..." Tres años más tarde, el clordiazepóxido se comercializó como un medicamento benzodiazepínico terapéutico bajo la marca Librium. Después del clordiazepóxido, en 1963 el diazepam llegó al mercado bajo la marca Valium, y fue seguido por muchos más compuestos de benzodiazepina en los años y décadas posteriores.
Sternbach desarrollaría más tarde el diazepam, vendido por Roche desde 1963. Luego otras compañías desarrollarían muchas otras variedades de esta droga.
A medida que las prescripciones de benzodiacepinas fueron en veloz ascenso al final de los 60 y en los años 70, el problema de la dependencia a estas drogas comenzó a surgir. Sin embargo, el clordiazepóxido es aún un tratamiento eficaz para los pacientes que sufren de cuadros de ansiedad aguda. Aún se produce y prescribe hoy día, junto con una amplia variedad de benzodiazepinas, todas con características similares.
En 1959 fue utilizado por más de 2.000 médicos y más de 20.000 pacientes. Se describió como "química y clínicamente diferente de cualquiera de los tranquilizantes, energizantes u otras drogas psicoterapéuticas disponibles". Durante los estudios, el clordiazepóxido indujo la relajación muscular y un efecto calmante en animales de laboratorio como ratones, ratas, gatos y perros. El miedo y la agresión se eliminaron en dosis mucho más pequeñas que las necesarias para producir hipnosis. El clordiazepóxido es similar al fenobarbital en sus propiedades anticonvulsivas. Sin embargo, carece de los efectos hipnóticos de los barbitúricos. Las pruebas con animales se llevaron a cabo en el Zoológico de Boston y el Zoológico de San Diego. Cuarenta y dos pacientes hospitalizados por alcoholismo agudo y crónico y diversas psicosis y neurosis fueron tratados con clordiazepóxido. En la mayoría de los pacientes, la ansiedad, la tensión y la excitación motora se "redujeron efectivamente". Los resultados más positivos se observaron entre los pacientes alcohólicos. Se informó que el clordiazepóxido redujo las úlceras y los problemas dermatológicos, ambos relacionados con factores emocionales.
En 1963, se aprobó el uso del diazepam (Valium), una versión "simplificada" del clordiazepóxido, principalmente para contrarrestar los síntomas de ansiedad. Los problemas relacionados con el sueño se trataron con nitrazepam (Mogadon), que se introdujo en 1972, temazepam (Restoril), que se introdujo en 1979, y flurazepam (Dalmane), que se introdujo en 1975.

## Mecanismo de acción
Se cree que el clordiazepóxido actúa sobre los receptores GABA tipo A, produciendo un efecto inhibitorio similar al de otras benzodiazepinas.
El clordiazepóxido bloquea el aumento de actividad eléctrica cerebral proveniente de la estimulación de la formación reticular en el tronco del encéfalo.
En estudios con animales se ha visto una acción sobre el sistema límbico del cerebro, lo cual tiene que ver con los efectos emocionales de la droga. Estos efectos son fundamentalmente la disminución del miedo y la agresión.

## Indicaciones
El clordiazepóxido se indica para el tratamiento de:
- Insomnio.
- Ansiedad.
- Trastorno de pánico.
- Síndrome de abstinencia alcohólica.
- Síndrome de abstinencia de opiáceos.
- Colitis ulcerosa.
- Enfermedad de Crohn.

## Posología
El clordiazepóxido está disponible en presentaciones de 5mg, 10mg y 25mg.

## Efectos Adversos
Efectos adversos comunes del clordiazepóxido incluye:
- Somnolencia.
- Depresión.
- Trastornos en la función motora:
  - Trastornos en la coordinación.
  - Trastornos del equilibrio.
  - Vértigo.
- Nerviosismo.
- Amnesia anterógrada (especialmente con altas dosis).

Es importante mencionar que las benzodiazepinas, pese a su efectividad y que consiguen aliviar los síntomas como la ansiedad e insomnio en la mayoría de los individuos, es recomendable que sean usadas solo por periodos cortos de 2 a 4 semanas debido al riesgo de generar tolerancia y dependencia y su falta de efectividad a largo plazo. Las benzodiazepinas comparadas con otros tratamientos farmacológicos, tienen el doble de posibilidades de causar tras su discontinuación una recaída de la condición subyacente.
Para el tratamiento del trastorno de ansiedad generalizada se recomienda terapias psicológicas y otras terapias farmacológicas. Los antidepresivos tienen una mayor tasa de remisión y son –en general– seguros y efectivos a corto y largo plazo.

#### Dependencia
El clordiazepóxido puede causar dependencia física y lo que se conoce como síndrome de abstinencia de las benzodiazepinas. La abstinencia de clordiazepóxido u otras benzodiazepinas a menudo conduce a síntomas de abstinencia que son similares a los que se observan con el alcohol y los barbitúricos. Cuanto más alta sea la dosis y más tiempo se tome el medicamento, mayor será el riesgo de experimentar síntomas de abstinencia desagradables. Sin embargo, los síntomas de abstinencia pueden ocurrir en dosis estándar y también después de un uso a corto plazo. El tratamiento con benzodiazepinas debe suspenderse lo antes posible mediante un régimen de reducción de dosis lento y gradual.
El clordiazepóxido tomado durante el embarazo puede causar un síndrome de abstinencia de benzodiazepinas posnatal.

## Contraindicaciones
El uso del clordiazepóxido debe evitarse en personas con las siguientes condiciones:
- Miastenia gravis
- Intoxicación aguda por: 
  - Alcohol
  - Narcóticos
  - Otras sustancias psicoactivas.
- Ataxia
- Hipoventilación severa.
- Glaucoma de ángulo estrecho.
- Deficiencia hepática severa:
  - Hepatitis.
  - Cirrosis hepática.
- Apnea del sueño severa.
- Alergia o hipersensibilidad a cualquier droga de la clase de las benzodiazepinas.

## Sobredosis
Un individuo que ha consumido demasiado clordiazepóxido puede presentar uno o más de los siguientes síntomas:
- Somnolencia (dificultad para mantenerse despierto)
- Confusión mental.
- Hipotensión arterial.
- Hipoventilación
- Trastornos en la función muscular:
  - Trastorno en los reflejos.
  - Trastorno en la coordinación.
  - Trastornos del equilibrio.
  - Mareos
  - Debilidad muscular.
- Coma.

En modelos animales, la DL50 oral es de 537 mg/kg. 
La sobredosis de clordiazepóxido es considerada una emergencia médica y requiere, por lo general, la asistencia inmediata de personal médico. El antídoto para una sobredosis de clordiazepóxido (como con cualquier otra benzodiazepina) es el flumazenil.

## Consideraciones legales
Internacionalmente, el clordiazepóxido es una droga en lista IV según el Convención sobre sustancias psicotrópicas.

## Toxicidad

### Animal
Las pruebas de laboratorio que evaluaron la toxicidad del clordiazepóxido, nitrazepam y diazepam en los espermatozoides de ratones encontraron que el clordiazepóxido producía toxicidades en los espermatozoides, incluidas anomalías que implicaban tanto la forma como el tamaño de la cabeza del esperma. Sin embargo, el nitrazepam causó anomalías más profundas que el clordiazepóxido.

## Disponibilidad
El clordiazepóxido está disponible en varias formas de dosificación, solo o en combinación con otros medicamentos, en todo el mundo. En combinación con Clidinio como NORMAXIN-CC y en combinación con diciclomina como NORMAXIN para IBS, y con el antidepresivo Amitriptilina como Limbitrol.